# Latrodectus
Pauci udovice (Latrodectus; ime im znači ugristi u tajnosti) pauci udovice, rod su pauka iz porodice Theridiidae kojemu pripada 31 priznata vrsta. najpoznatija je crna udovica, latinski poznata pod imenom L. tredecimguttatus.

## Opis
Imaju hitinski pokrov čija boja varira od svijetlo bjelkaste do baršunasto crne. Na zatku mogu imati od 0 do 17 najčešće crvenih koje čine ovog pauka prepoznatljivim. Međusobno se razlikuju po različitom rasporedu i obliku pjega, a boja im se mijenja ovisno o starosti
Mužjak i ženka su istovremeno spolno zreli. Mužjak pleše ljubavnu igru oko ženke. Ako ga ženka prihvati dolazi do parenja, u protivnom ženka pokuša napasti i pojesti mužjaka. Ženka leže jaja u kokone (do 400 jaja u jednoj kokoni) koje stavlja na zaklonjeno mjesto u mreži (ispod kamena, trave, zemlje itd.). Krajem svibnja mali pauci počinju izlaziti iz kokone. U početku žive svi u istoj mreži i hrane se uglavnom kanibalistički. U početku im je tijelo smeđe s bijelim pjegama, a kasnije počinje tamniti i pjege postaju crvenije. Kada mladi izađu iz mreže, potraže novu lokaciju i ispletu vlastitu mrežu, najčešće je u početku tanka i slaba, a kasnije izgrađena od čvrstih niti paučine, najčešće neugledna, nepravilnog ljevkastog oblika, zaštićena travkama, lišćem, slamkama, grumenčićima zemlje. Crna udovica obično gradi svoju mrežu vrlo blizu tlu, uz rubove jaraka, u žitu ili travi, ispod ili kraj velikog kamenja, u dupljama drveća, pri dnu panjeva i mladih izbojaka maslina u opožarenim maslinjacima, ali ponekad i u lišću, gustoj makiji, šikari i to naročito u krajevima sa zemljom crljenicom.
Crna udovica je noćni stvor koji rijetko napušta svoju mrežu, s koje visi leđima okrenutim prema dolje. Budući da se hrani raznim kukcima i sitnim beskralježnjacima (stonoge, skakavci, gusjenice, komarci i drugi kukci), pomaže u održavanju ekološke ravnoteže (prirodna zaštita usjeva od štetočina, sprečavanje raznih bolesti koje prenose komarci i slično). 
Na području Europe rasprostranjena je vrsta L. tredecimguttatus Rossi. Pronađena je i u našim krajevima na području Istre, Hrvatskog primorja, Dalmacije, u Bosni i Hercegovini na područjima Trebinja, Mostara i Širokog Brijega te jadranskih otoka.

## Popis vrsta
1. Latrodectus antheratus (Badcock, 1932)
2. Latrodectus apicalis Butler, 1877
3. Latrodectus bishopi Kaston, 1938; crvena udovica
4. Latrodectus cinctus Blackwall, 1865
5. Latrodectus corallinus Abalos, 1980
6. Latrodectus curacaviensis (Müller, 1776)
7. Latrodectus dahli Levi, 1959
8. Latrodectus diaguita Carcavallo, 1960
9. Latrodectus elegans Thorell, 1898
10. Latrodectus erythromelas Schmidt & Klaas, 1991
11. Latrodectus geometricus C. L. Koch, 1841 ; smeđa udovica
12. Latrodectus hasselti Thorell, 1870
13. Latrodectus hesperus Chamberlin & Ivie, 1935 ; zapadna crna udovica
14. Latrodectus hystrix Simon, 1890
15. Latrodectus indistinctus O. P.-Cambridge, 1904
16. Latrodectus karrooensis Smithers, 1944
17. Latrodectus katipo Powell, 1871
18. Latrodectus lilianae Melic, 2000
19. Latrodectus mactans (Fabricius, 1775) ; južna crna udovica
20. Latrodectus menavodi Vinson, 1863
21. Latrodectus mirabilis (Holmberg, 1876)
22. Latrodectus obscurior Dahl, 1902
23. Latrodectus pallidus O. P.-Cambridge, 1872
24. Latrodectus quartus Abalos, 1980
25. Latrodectus renivulvatus Dahl, 1902
26. Latrodectus revivensis Shulov, 1948
27. Latrodectus rhodesiensis Mackay, 1972
28. Latrodectus thoracicus Nicolet, 1849
29. Latrodectus tredecimguttatus (Rossi, 1790); crna udovica
30. Latrodectus variegatus Nicolet, 1849
31. Latrodectus variolus Walckenaer, 1837; sjeverna crna udovica